# Federazione calcistica dei Paesi Bassi
Koninklijke Nederlandse Voetbal Bond (in italiano Reale federazione calcistica dei Paesi Bassi), anche nota con l'acronimo KNVB, è l'organo di governo del calcio nei Paesi Bassi.
A essa afferisce l'organizzazione dell'attività della Nazionale (impropriamente chiamata olandese) e della Coppa nazionale e, sotto la sua giurisdizione, si svolgono i campionati nazionali organizzati dalle varie Leghe calcistiche del Paese.
La sede della KNVB è a Zeist, nella provincia di Utrecht.

## Storia
La KNVB fu fondata l'8 dicembre 1889. I prodromi di quella che fu l'attuale federazione fu la NVAB (Nederlandse Voetbal en Atletiek Bond, Federazione Atletico-Calcistica dei Paesi Bassi), nata nel 1889 per iniziativa di Pim Mulier, manager dell'Haarlemse Football Club, oggi noto come Koninklijke Haarlemse Football Club (più familiarmente noto come Haarlem F.C.), la più antica società calcistica dei Paesi Bassi, fondata ad Haarlem nel 1879.
A fondare la federazione furono 10 club. A parte il citato Haarlemse F.C., gli altri membri originari furono il Voetbalvereniging Rotterdam, il Rotterdamsche Cricket- en Football Club "Concordia" e il Rotterdamsche Cricket- en Football Club "Olympia", di Rotterdam; il Delftsche Football Club di Delft; l'Haarlemsche Football Club "Excelsior" (anch'esso di Haarlem); l'Haagsche Voetbal-Vereniging dell'Aia; il Voetbal-Vereniging "Amsterdam", l'Amsterdamsche Sportclub e l'Amsterdamsche Football Club R.A.P., di Amsterdam.
Già fin dal 1895 la federazione smise di regolamentare attività diverse dal calcio, e quindi la denominazione divenne Nederlandse Voetbalbond (Federazione calcistica dei Paesi Bassi) o NVB. Nel 1929, quarant'anni dopo la fondazione, la Corona olandese diede il patrocinio alla NVB che così aggiunse alla sua denominazione anche l'aggettivo di Reale (Koninklijke), assumendo l'acronimo attuale KNVB.

## Competizioni sotto la giurisdizione della KNVB
La federazione sovrintende al corretto svolgimento, disciplina ed eventualmente organizza le seguenti competizioni ufficiali nazionali a livello di club:
- campionato di 1ª divisione (Eredivisie, organizzato dalla Lega omonima);
- campionato di 2ª divisione (Eerste Divisie, organizzato dalla Jupiler League dei Paesi Bassi);
- coppa dei Paesi Bassi (KNVB-Beker, a cura della stessa federazione);
- Supercoppa dei Paesi Bassi (Johan Cruijff-schaal, idem).
- Campionato olandese di calcio a 5, il più vecchio del mondo, nato nel 1968.
- Coppa dei Paesi Bassi di calcio a 5
- Supercoppa dei Paesi Bassi di calcio a 5

## Organizzazione territoriale della KNVB
Oltre alla sede nazionale di Zeist, la KNVB è presente sul territorio in unità amministrative chiamate distretti, i quali hanno giurisdizione sui campionati locali, regionali e giovanili, nonché quelli femminili.
I distretti periferici sono:
- Heerenveen: Nord
- Deventer: Est
- Amsterdam: Ovest I
- Rotterdam: Ovest II
- Breda: Sud I
- Nieuwstadt: Sud II